# Paul C. Rosenbloom
Paul Charles Rosenbloom (* 1920 in Portsmouth, Virginia; † April 2005) war ein US-amerikanischer Mathematiker.

## Leben
Rosenbloom studierte an der University of Pennsylvania (während dieser Zeit wurde er 1941 Putnam Fellow nach Teilnahme am gleichnamigen Wettbewerb) und er wurde 1944 an der Stanford University bei Gabor Szegö promoviert (On sequences of polynomials, especially sections of power series). Er war Professor für Mathematik an der Brown University, der Syracuse University (um 1951), der University of Minnesota (Mitte bis Ende 1950er Jahre, dort war er 1959/60 Direktor des Minnesota School Mathematics Center) und am Teacher´s College der Columbia University (ab den 1960er Jahren bis zur Emeritierung).

## Wirken
Er befasste sich mit Analysis (z. B. Wiederentdeckung des Fixpunktsatzes für die Iteration ganzer Funktionen von Pierre Fatou 1948), speziell Funktionentheorie und Differentialgleichungen, Logik und Mathematikpädagogik.
1946 war er Guggenheim Fellow.

## Schriften
- The Elements of Mathematical Logic, Dover 1950, 2005
- Linear Partial Differential Equations, in George Elmer Forsythe, Rosenbloom: Numerical analysis and partial differential equations, Wiley 1958
- mit Seymour Schuster: Prelude to Analysis, Prentice-Hall 1966
- mit A. Evyatar: Motivated Mathematics, Cambridge University Press 1981
- Herausgeber: Modern viewpoints in the curriculum: National Conference on Curriculum Experimentation, (Konferenz 1961), McGraw Hill 1964